# 奧查德法姆 (密蘇里州)
奧查德法姆（英語：Orchard Farm）是位於美國密蘇里州聖查爾斯縣的非建制地區。

## 歷史
奧查德法姆的郵局於1894年設立，其後於1953年停運。

## 地理
奧查德法姆所處的海拔為高於海平面137米（即449英呎），而該地所採用的時區為UTC-6，即北美中部時區（CST）。同時該地設有夏令時間，為UTC-6調快一小時，即UTC-5（CDT）。